# Инструмент по зададен обект
Идеята за „инструмент по зададен обект“ е на американския композитор и основател на авангарда в класическата музика Джон Кейдж. Според Кейдж всеки предмет и всичко, което ни заобикаля в бита, може да бъде пригодено за ударен инструмент, стига да бъде подбрано по звучност, така че да отговаря на определени възгледи и възприятия за звук, и включването му в музикалното произведение да не е самоцелно.
Наглед безперспективната идея на Кейдж се оказва революционна и променя из основи мисленето и възприемането на класическата музика. Много композитори и перкусионисти се обръщат към сонорните ефекти и значението на звука и тембъра на музиката, като загърбват важните дотогава елементи като мелодия, хармония и полифония в музиката.
Самият Кейдж пише произведения за стол, маса, прибори за хранене дори звук от прахосмукачка. Най-крайната форма на идеята му е че всичко в природата, без изключение, е ударен инструмент, а някои от най-ревностните му последователи не признават съществуването на друг вид инструменти освен ударните (например третират пианото като ударен инструмент).
Интересен пример за инструмент по зададен обект е произведението на американския композитор от скандинавски произход Лирои Андерсън, който пише произведение за пишеща машина и симфоничен оркестър.